# Your Best Life Now
Your Best Life Now: 7 Steps to Living at Your Full Potential (pt: O Momento É Este: 7 passos para encontrar a felicidade hoje e ter uma vida plena) é um livro best-seller escrito pelo pastor norte-americano Joel Osteen. Foi publicado em 12 de outubro de 2004 pela editora FaithWords.

## Sinopse
Imaginar um futuro brilhante, com casamento sólido, emprego instigante, ambiente familiar estável e amoroso é quase uma terapia. Mas o melhor é que isso tudo pode ser efetivamente conquistado. Todos esses itens podem sair da lista de por fazer e por conquistar direto para a de realizações. É só decidir que o momento chegou. A hora da virada é esta. O autor, ensina, em O Momento É Este, o que fazer para romper uma rotina sem propósitos e viver plenamente o instante.

## Recepção
O livro foi classificado em 2005 como best-seller pelo Jornal New York Times, manteve-se em 1º lugar por mais de 200 semanas, e já foram vendidas mais de 4 milhões de cópias.